# Generaldirektion Justiz und Verbraucher
Die Generaldirektion Justiz und Verbraucher (JUST) ist eine Generaldirektion der Europäischen Kommission. Sie ist dem Kommissar für Justiz und Rechtsstaatlichkeit zugeordnet, d. h. Michael McGrath in der Kommission von der Leyen II (2024–2029) und davorDidier Reynders in der Kommission von der Leyen I (2019–2024) sowie Věra Jourová aus der Kommission Juncker (2014–2019). Die Leiterin ist Ana Gallego Torres.
Die Generaldirektion wurde 2014 als eine Nachfolgeeinrichtung der Generaldirektion Justiz, Grundrechte und Bürgerschaft eingerichtet.

## Direktionen
Die Generaldirektion besteht aus fünf Direktionen, diese sind je nach Größe in bis zu vier Abteilungen untergliedert.
Die Direktionen sind (Mai 2019):
- Direktion A: Ziviljustiz und Handelssachen
- Direktion B: Strafjustiz
- Direktion C: Grundrechte und Rechtsstaatlichkeit
- Direktion D: Gleichstellung und Unionsbürgerschaft
- Direktion E: Verbraucherschutz

## Agenturen
- Europäische Beobachtungsstelle für Drogen und Drogensucht (engl. European Monitoring Centre for Drugs and Drug Addiction (EMCDDA)) mit Sitz in Lissabon
- Europäische Einheit für justizielle Zusammenarbeit (Eurojust) mit Sitz in Den Haag
- Agentur der Europäischen Union für Grundrechte (engl. European Union Agency for Fundamental Rights (FRA)) mit Sitz in Wien
- Europäisches Institut für Gleichstellungsfragen (engl. European Institute for Gender Equality (EIGE)) mit Sitz in Vilnius
- Exekutivagentur für Verbraucher, Gesundheit, Landwirtschaft und Lebensmittel